# STS-127
STS-127 e сто и двадесет и седмата мисия на НАСА по програмата Спейс шатъл, двадесет и трети полет на совалката Индевър, полет 2J/А (29-и на совалката) към Международната космическа станция (МКС).

## Екипаж

### При старта

#### На совалката
| Пост                    | Астронавт                               |
| ----------------------- | --------------------------------------- |
| Командир                | Марк Полански трети космически полет    |
| Пилот                   | Дъглас Хърли първи космически полет     |
| Специалист на мисията 1 | Кристофър Касиди първи космически полет |
| Специалист на мисията 2 | Томас Маршбърн първи космически полет   |
| Специалист на мисията 3 | Дейвид Улф четвърти космически полет    |
| Специалист на мисията 4 | Жули Пайет (CSA) втори космически полет |

#### ОтЕкспедиция 20
| Пост          | Астронавт                           |
| ------------- | ----------------------------------- |
| Бординженер 2 | Тимъти Копра първи космически полет |

### При кацането
Екипажът на совалката плюс бординженерът от първия етап на Експедиция 20 на МКС
| Пост          | Астронавт                                  |
| ------------- | ------------------------------------------ |
| Бординженер 2 | Коичи Ваката (JAXA) трети космически полет |

- За първи път в космоса се намират двама граждани на Канада – Роберт Тирск и Жули Пайет;
- Кристофър Касиди е човек № 500, полетял в космоса;
- Броят на полетите е преди и включително тази мисия.

## Полетът
Основната цел на полета е доставка и монтаж на последния компонент на модула „Кибо (ЯЕМ)“. Монтирани са Външната експериментална платформа ЯЕМ-ВЕП (Japanese Experiment Module – Exposed Facility, JEM-EF) и Външната нехерметична секция (Experiment Logistics Module – Exposed Section, ELM-ES). Тези две секции представляват едно цяло и са експериментална площадка, която се намира на външната страна на модула. На нея се провеждат експерименти в условията на открития космос. В края на цилиндричния по форма модул „Кибо“ се намира шлюзова камера, през която експерименталните материали могат да се изнесат от модул и да се експонират на Външната експериментална платформа, както и да се внасят обратно. За изпълнение на тези операции, на външната страна на японския модул има специален робот-манипулатор, аналогичен на тези, които са монтирани на совалките и на МКС. Дотогава това е трябвало да става с излизане на астронавти в открития космос.
Други задачи:
- Доставка на резервни акумулаторни батерии за секция Р6 от Фермовата конструкция на станцията, която е в космоса от 2000 г. В товарния отсек на совалката, батериите са закрепени на т. нар. Integrated Cargo Carrier – Vertical Light Deployable (ICC-VLD).
- Смяна на бординженер на Експедиция 20 на МКС: Тимъти Копра остава на станцията, а на Земята се завръща Коичи Ваката.
- Извеждане в околоземна орбита на два миниспътника „Драгонсат“ (на английски: DRAGONSAT, Dual RF Autonomous GPS On-Orbit Navigator Satellite). Тези два спътника имат размери 12,7×12,7×12,7 см (5×5×5 дюйма) всеки. Те са изведени от товарния отсек на совалката. Задачата им е отработване на автоматично сближаване и автоматично скачване, с използване на навигационни сигнали на глобалната спътникова система за позициониране (GPS).
- Извеждане в орбита на два микроспътника ANDE-2 (Atmospheric Neutral Density Experiment-2). Тези два спътника имат сферична форма с диаметър 46 см (19 дюйма), маса 50 кг на единия и 25 кг на другия. Тези спътници са предназначени за изучаване плътността и състава на атмосферата на височина 350 км. Данните, получени от тези спътници, ще бъдат използвани за по-точен разчет на траекторията на космическите апарати.
- Провеждане на експерименти по изучаване свойствата на йонната турбулентност в реактивните струи от двигателите на совалката (Shuttle Exhaust Ion Turbulence Experiments, SEITE). В определен момент в определена точка на траекторията и известна ориентация ще се включват двигателите за орбитални маневри на совалката. Параметрите на реактивните струи на двигателите ще се измерват от гледна точка на „сянката“, която създават при навигацията и на радиовръзките. Това ще става от няколко спътника.
- Експерименти по изследване взаимодействието на реактивната струя на двигателите на совалката с горните слоеве на атмосферата (MAUI, Maui Analysis of Upper-Atmospheric Injections).
- Експерименти по изследване на турбулентността, възникваща в йоносферата под въздействието на реактивните струи на двигателите на совалката с помощта на радари, разположени на Земята (SIMPLEX, Shuttle Ionospheric Modification with Pulsed Local Exhaust).

Извършени са и пет планирани излизания в открития космос за подготовка на модула „Кибо“ за скачване, изваждане от товарния отсек и подмяната на акумулаторите на ферма Р6, инсталиране на две телевизионни камери на модула „Кибо“ и др.
В случай на повреда на совалката „Индевър“ при старта и невъзможност за нейното безопасно завръщане на Земята, се предвиждало екипажът да остане на МКС и да дочака спасителната експедиция (STS-328), която ще се проведе със совалката Дискавъри. Тази мярка е предвидена в съответствие с препоръките на комисията, която провеждала разследването на обстоятелствата около катастрофата на совалката „Колумбия“.
Мисията е седемдесет и първата кацнала в КЦ Кенеди. Няколко часа след приземяването совалката е вкарана в хангара, където започва следполетното и обслужване и подготовката за следващата мисия STS-130.

## Параметри на мисията
- Маса на полезния товар: 13 645 кг
- Инклинация: 51,6°
- Орбитален период: 94.0 мин

Скачване с „МКС“
- Скачване: 17 юли 2009, 17:47 UTC
- Разделяне: 28 юли 2009, 17:26 UTC
- Време в скачено състояние: 10 денонощия, 23 часа, 41 минути.

### Космически разходки
| № | Участници                         | Начало                | Край                  | Продължителност  |
| - | --------------------------------- | --------------------- | --------------------- | ---------------- |
| 1 | Дейвид Улф и Тимъти Копра         | 18 юли 2009 16:19 UTC | 18 юли 2009 20:51 UTC | 5 часа 32 минути |
| 2 | Дейвид Улф и Томас Маршбърн       | 20 юли 2009 15:27 UTC | 20 юли 2009 22:20 UTC | 6 часа 53 минути |
| 3 | Дейвид Улф и Кристофър Касиди     | 22 юли 2009 14:32 UTC | 22 юли 2009 20:31 UTC | 5 часа 59 минути |
| 4 | Кристофър Касиди и Томас Маршбърн | 24 юли 2009 13:54 UTC | 24 юли 2009 21:06 UTC | 7 часа 12 минути |
| 5 | Кристофър Касиди и Томас Маршбърн | 27 юли 2009 11:33 UTC | 27 юли 2009 16:27 UTC | 4 часа 54 минути |

Това са 126-, 127-, 128-, 129- и 130-то излизане в открития космос, свързано с МКС, 5- и 6-то за Дейвид Улф и първи излизания за останалите астронавти.

## Галерия
- Совалката на стартовата площадка.
- Старта на совалката.
- Кристофър Касиди следи разстоянието до МКС.
- Първото излизане в космоса: Тимъти Копра в товарния отсек на совалката.
- Японската експериментална платформа се прехвърла за скачване с помощта на Канадарм2.
- Дейвид Улф по време на втората космическа разходка.
- И Томас Маршбърн по време на същото излизане.
- Снимка на двата екипажа.
- Томас Маршбърн и Кристофър Касиди по време на четвъртата „космическа разходка“.
- Двамата по време на петото излизане.
- МКС след мисия STS-127.
- Приземяването на совалката